# Ouled Rached
Ouled Rached (en kabyle : Ath Rached ; en arabe اولاد راشد) est une commune de la daïra de Bechloul, de la wilaya de Bouira dans la région de Kabylie. Située à une trentaine de kilomètres au sud-est de la wilaya de Bouira et voisine de la commune d'Ath Leksar dont elle était liée administrativement auparavant. La commune est issue du dernier découpage administratif de 1984 et compte 9732 habitants[réf. nécessaire].

## Géographie

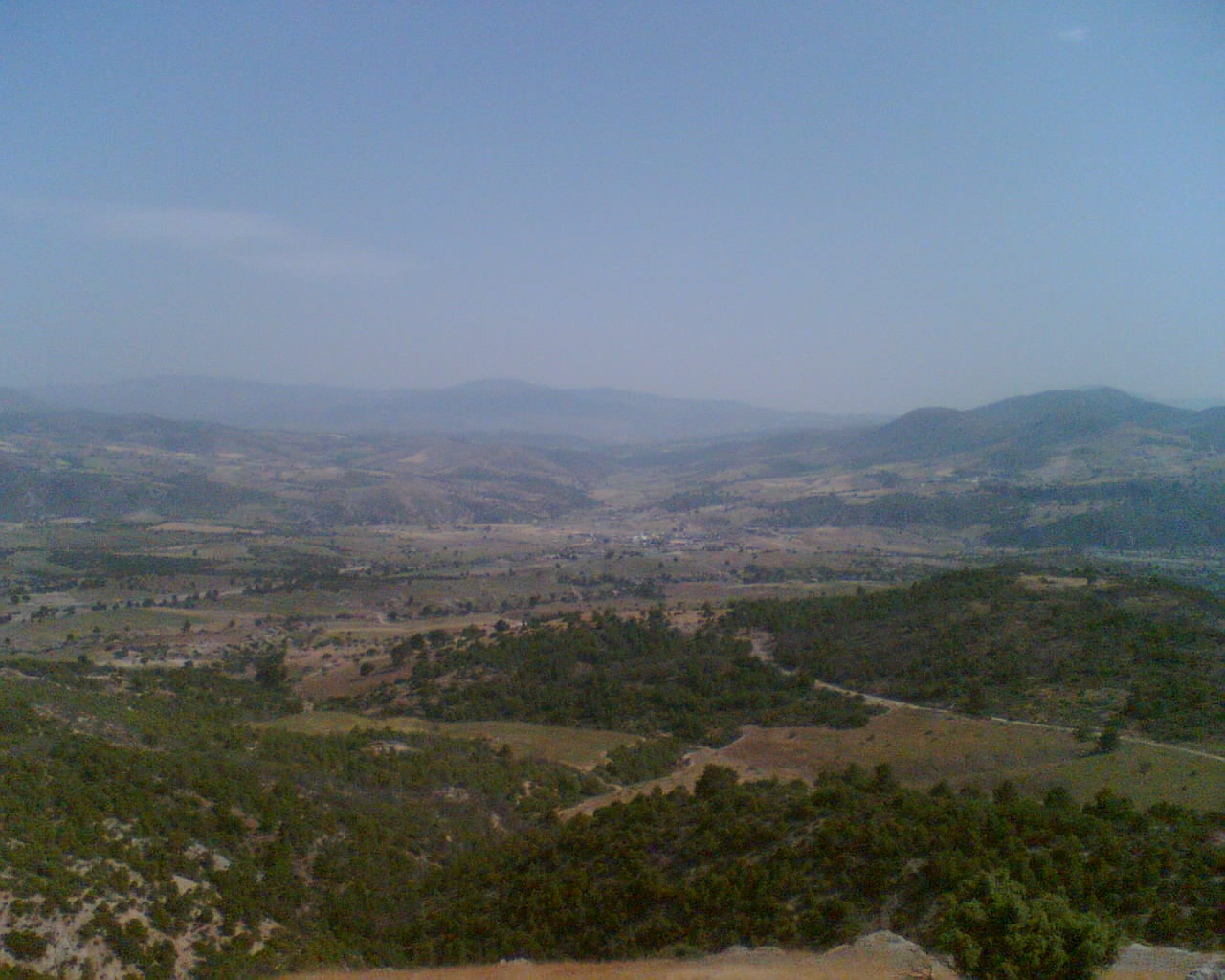
Région de Assif Lekhmis

En matière de superficie, Ouled Rached est la plus vaste commune de la daïra de Bechloul avec plus de 150 km². Elle s’étend jusqu’à la limite séparant Bouira de Bordj Bou Arréridj du côté est.
Elle Se caractérise aussi par son important tissu forestier et boisé, mais les forêts dans cette commune ont connu une importante dégradation cause des incendies et du défrichement sauvage.
Quelques-uns des villages de la commune sont Ath  ouali, Ath Abdelah ouali, Taghzout, Avoulil, Assif Lekhmis, ElHamem, H’lassa, Tiza Nat Kdach, Tamemachth, Ighil n’ath Mhend, Helwane, Chréa, Hidous, , Tala M'liha,Srour,Chivoun.
Assif Lekhmis ou Oued Lekhmis (assif/rivière, Lekhmis/jeudi) se situe à une dizaine de kilomètres du chef-lieu de la commune de Ath Rached et à 12 km de la commune de Ath Leksar. Il est traversé par la route départementale CW24 (Bechloul-Sidi Aïssa via Bordj Okhriss) et il a la particularité d’être le passage obligatoire vers une grande partie des villages de la commune,
Il compte un CEM (Collège Benagdi Laid), une école primaire, un bureau de poste, une salle de soin, une annexe de la mairie et un poste de garde communale, un centre culturel.

## Vie locale
Elle compte 10 écoles primaires, une école presque dans chaque village, deux collèges, un lycée, Deux sales polyvalentes et culturelles, une au chef lieu de la commune et une autre récemment construite dans le village d'Assif Lekhmis.

## Économie
L’activité économique la plus répandue dans la région est l’olieculture, et le pâturage.
Une déforestation à grande échelle a eu lieu dans cette commune. 

## Transports
Le transport public est très actif mais l’état dégradé des routes constitue un obstacle pour la liaison entre la commune et ses villages, obligé donc d’accéder en général par la commune de Ahl El-Ksar.